# Kahraman Demirtaş
Kahraman Demirtaş (Luik, 1 maart 1994) is een Belgische voetballer die als Verdediger bij FC Den Bosch speelt. Hij heeft ook de Turkse nationaliteit. Hij kan uit de voeten als linksback en als centrale verdediger.

## Carrière
Kahraman Demirtaş maakte zijn debuut voor FC Den Bosch in de Eerste divisie op 5 maart 2018, in de met 1-1 gelijk gespeelde uitwedstrijd tegen Jong FC Utrecht. Hij stond in de basis als vervanger van de geschorste Jordy van der Winden.